# Lois Gunden
Lois Gunden, née le 25 février 1915 à Flanagan dans l'Illinois aux États-Unis, morte le 27 août 2005 à Lansdale en Pennsylvanie, est une Américaine reconnue Juste parmi les nations pour son action en faveur des Juifs pendant la Seconde Guerre mondiale.
Lois Gunden enseigne le français aux États-Unis lorsqu'elle part en France en 1941, volontaire pour aider le comité de secours mennonite dans l'assistance aux réfugiés. Elle prend à vingt-six ans la direction d'un home d'enfants, la villa Saint-Christophe à Canet-Plage, au bord de la Méditerranée.
Elle a la responsabilité de soixante enfants, qui sont d'abord de jeunes espagnols dont les parents sont des réfugiés de la guerre d'Espagne, et qui sortent du camp de Rivesaltes où ils ont été sous-alimentés. Aidée par le personnel de la maison, elle leur rend la santé.
À partir de 1942, Lois Gunden s'occupe aussi d'enfants Juifs venant du même camp, libérés ou échappés, amenés par l'American Friends Service Committee ou par l'Œuvre de secours aux enfants. Elle en fait aussi elle-même sortir du camp, après avoir convaincu leurs parents de les lui confier. Elle les soigne et les protège contre des policiers français.
Deux mois après l'invasion de la zone libre par les Allemands, elle est arrêtée en janvier 1943 et détenue jusqu'en 1944. Après la guerre, elle retourne aux États-Unis où elle enseigne le français au collège et à l'université. Elle meurt en 2005.
Lois Gunden reçoit à titre posthume la médaille des Justes en 2013. Elle est la quatrième personnalité américaine reconnue Juste.

## Biographie
Lois Mary Gunden est née en 1915. Elle devient professeur de français, et enseigne à Goshen, dans l'Indiana.

### Volontaire pour la France
Pendant la Seconde Guerre mondiale, Lois Gunden part en 1941 servir en France, au comité central Mennonite dans le sud de la France. Elle n'a aucune expérience de travail social à l'étranger, et n'est jamais venue en Europe ; mais elle parle bien le français, et le comité mennonite a besoin de volontaires prêts comme elle à mettre sa vie en danger pour aider les autres.

### Responsable de la villa Saint-Christophe

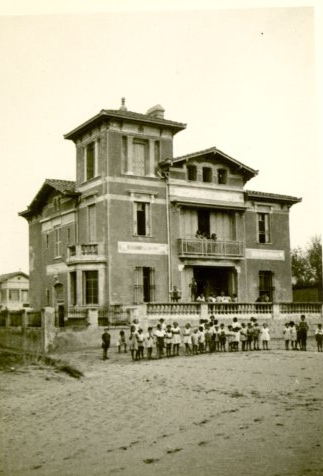
La villa Saint-Christophe et un groupe d'enfants en 1941 ou 1942.

Elle rejoint d'abord le secours mennonite aux enfants à Lyon, puis elle est envoyée comme responsable adjointe d'une maison de convalescence d'enfants ouverte à Canet-Plage depuis le 1er avril 1940, dans le département des Pyrénées-Orientales, sur le rivage de la mer Méditerranée. Lois Gunden arrive en octobre 1941 dans la villa Saint Christophe ; c'est une grande résidence estivale, en bord de mer. Loin de chez elle, elle devient là une sauveteuse d'enfants de nationalités et de religions différentes, chacun avec sa propre histoire.
Dans la villa Saint-Christophe, Lois Gunden a la responsabilité de soixante enfants, d'âge très divers, allant des bébés aux adolescents. Elle héberge d'abord surtout des enfants espagnols dont les parents, rescapés républicains de la guerre civile espagnole, sont encore internés dans des camps français.
Beaucoup de ces enfants ont eux-mêmes été internés dans le camp de Rivesaltes, à quelques kilomètres de là. Nombre d'entre eux sont affectés d'une sévère malnutrition. Lois Gunden est aidée dans sa tâche par des employés de maison, qui sont eux-mêmes des réfugiés pour la plupart. Ensemble, ils soignent les enfants avec patience et attention, jusqu'à leur faire recouvrer la santé.

### Accueil et défense des enfants juifs

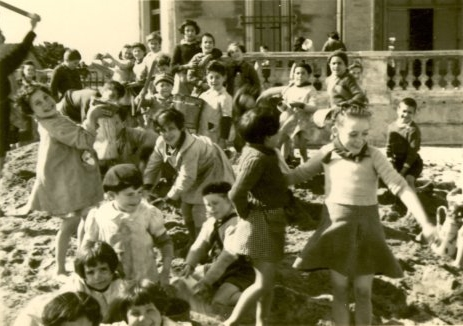
Enfants jouant devant la maison en 1941 ou 1942.

À partir de 1942, Lois Gunden s'occupe aussi d'enfants juifs, les héberge, les soigne et les protège. Comme les enfants espagnols, les enfants juifs viennent souvent du camp de Rivesaltes, soit libérés, soit évadés. Ils sont amenés par un organisme Quaker, l'American Friends Service Committee, et par l'Œuvre de secours aux enfants (OSE), association caritative française.
Lois Gunden elle-même se rend régulièrement au camp de Rivesaltes, pour convaincre des familles de lui confier leur enfant. Elle insiste auprès de familles, les assurant qu'elle prendra soin des enfants, et qu'ils échapperont ainsi aux Nazis.
Elle doit lutter contre la police française. Au moins une fois, elle refuse à la police l'accès à la villa pour y rechercher des enfants juifs et les emmener. Elle tient un journal, où elle note ses actions, dénotant son courage et son ingéniosité. Elle y raconte comment elle a deux fois de suite invité un policier, qui venait chercher trois enfants juifs, à revenir plus tard, puis prié pour qu'il ne revienne pas une troisième fois, et il n'est pas revenu.

### Arrestation et détention
En novembre 1942, les Allemands envahissent aussi la moitié sud de la France. En tant qu'Américaine, Lois Gunden est considérée par eux comme une ennemie. Elle continue cependant son œuvre de direction du home d'enfants, mais elle est arrêtée deux mois plus tard, en janvier 1943.
Elle est alors détenue jusqu'en 1944, quand elle est libérée à l'occasion d'un échange de prisonniers.

### Après-guerre
Après la guerre, Lois Gunden retourne chez elle, à Goshen dans l'Indiana. Elle y reprend son activité de professeur de français. Elle ne parle que rarement de son activité pendant la guerre.
En 1958 elle épouse un veuf, Ernest Clemens. Elle n'a pas d'enfant, mais elle a une belle-fille par son mariage. Elle enseigne au collège de Goshen et à l'université Temple.
Elle reste active dans l'Église mennonite jusqu'à sa mort, en 2005.

## Reconnaissance

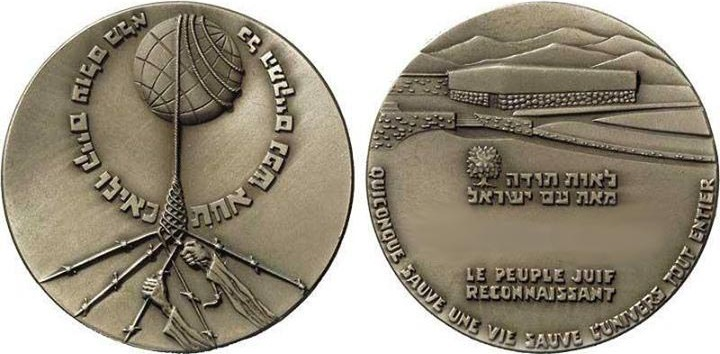
Médaille de Juste parmi les nations.

Lois Gunden est reconnue à titre posthume Juste parmi les nations le 27 février 2013 par l'Institut Yad Vashem. Ce titre est décerné aux personnes qui ont risqué leur vie pour sauver des Juifs pendant la Seconde Guerre mondiale.
La cérémonie de reconnaissance a lieu à Washington. Sa nièce Mary Jean Gunden reçoit en son nom la médaille des Justes et le certificat de Juste parmi les nations. Lois Gunden est la quatrième personnalité des États-Unis à recevoir cette distinction, après Varian Fry, Waitstill et Martha Sharp.